# Dornier Do 11
Le Dornier Do 11 est un bombardier bimoteur à moyen rayon d'action, développé en secret dans les années 1930 par l'avionneur allemand Dornier. D'abord baptisé Dornier F il est renommé par le Reichsluftfahrtministerium (RLM) en 1933. Entré en service en 1932, il eut une utilisation civile de façade, mais était alors considéré comme un bombardier lourd et se plaçait dans le prolongement d'avions tels que les Do P de 1930 et Do Y de 1931, destinés à reformer une capacité de bombardement à la Luftwaffe. Ses performances ne donnèrent jamais satisfaction et entrainèrent le développement de versions améliorées, les Do 13 et Do 23, pour le remplacer.

## Conception et variantes

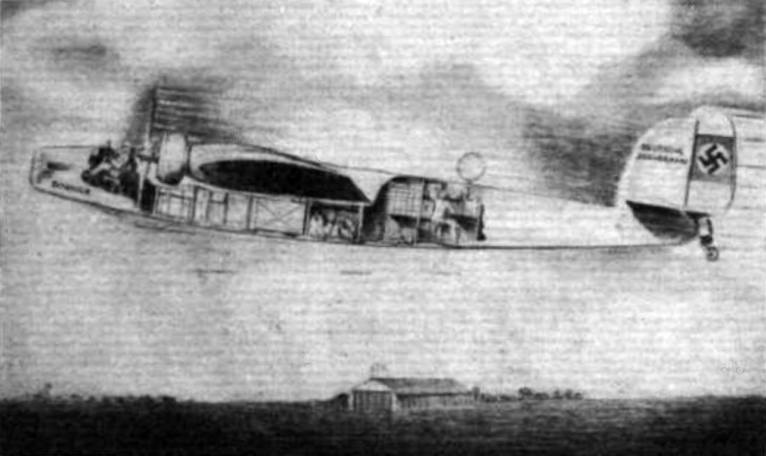
Dessin avec section de l'appareil

### le Dornier Do F (ou Do 11 A)
Le traité de Versailles interdisant à l'Allemagne de fabriquer, d'acheter et de manière générale de détenir des avions militaires, la conception du Do 11 est initialement motivée comme avion cargo par le Reichsverkehrsministerium (Ministère des transports allemand) en 1929. Elle répond en réalité à un besoin pour un bombardier lourd nocturne de la Reichswehr, l'armée de la République de Weimar, qui cherche à se rééquiper clandestinement. La manœuvre étant malgré tout évidente c'est Dornier Metallbauten, sur son site de Altenrhein en Suisse (donc non soumis aux restrictions), qui se charge de la fabrication du prototype alors baptisé Do F. L'avion est un monoplan à aile haute et à fuselage mince, il est équipé de deux moteurs Bristol Jupiter VI (9 cylindres en étoile) d'origine britannique mais fabriqués sous licence par Siemens. Le métal est utilisé à la fois pour constituer sa carlingue et ses ailes où il est recouvert de toile, un système rudimentaire pour replier dans ces dernières les deux trains d'atterrissage est également installé. Il vole pour la première fois le 7 mai 1932 à l'aéroport de Staaken à Berlin, et c'est après la création du Reichsluftfahrtministerium (Ministère de l'Air du Reich) qu'il sera renommé Do 11 A, à l'été 1933.

### Le Dornier Do 11 C
Plusieurs appareils sont alors commandés à l'usine de Friedrichshafen fin 1932 par l'intermédiaire de la Deutsche Reichsbahn comme avion de transport, mais motorisés avec des Siemens-Halske Sh 22 (en), une version germanisée et plus puissante du Bristol Jupiter. Ils sont ensuite secrètement militarisés par l'installation de supports à bombes en soute, d'un dispositif de visée, et de 3 MG 15 (7,92 mm) montées dans des tourelles situées sur le ventre, le dos et le nez des avions,. Cette nouvelle version, destinée à intégrer la Luftwaffe clandestine, prend le nom de Do 11 C.

### Le Dornier Do 11 D
Cependant, les Do 11 C subissent plusieurs accidents, manquent de fiabilité et n'assurent pas les performances souhaitées. Pour tenter de résoudre ces défaillances, des modifications sont apportées à la structure, ainsi qu'à la forme et la longueur des ailes, réduites de 28 à 26,3 mètres d'envergure, diminuant leur surface de 111 à 107,8 m2 (caractéristiques complètes dans l'infobox). Cette configuration de l'avion, la Do 11 D, sera la plus répandue avec au moins 77 exemplaires produits, bien que plusieurs centaines aient été prévus initialement. Elle continuera par ailleurs à souffrir de problèmes techniques qui mèneront au développement du Dornier Do 13.

## Dissimulation du programme
Pour fabriquer et tester les Do 11, puis former leurs équipages sans éveiller l'attention sur cette infraction aux restrictions du traité de Versailles, les autorités allemandes emploient plusieurs procédés. C'est d'abord une filiale étrangère (Suisse) du constructeur Dornier qui est mise à profit pour développer l'avion. Ensuite le programme est maquillé sous une apparence civile avec la coopération d'administrations et d'organismes externes à l'armée, notamment le service de transport aérien de la Deutsche Reichsbahn (compagnie ferroviaire d'état) qui immatricule des appareils pour camoufler l'embryon de la nouvelle Luftwaffe. Par ailleurs, l'aérodrome de Lipetsk en URSS, qui est mis à disposition des allemands en vertu d'une clause secrète du traité de Rapallo, est utilisé pour armer les avions et entrainer le personnel. Enfin, certains sont envoyés pour servir dans des armées alliées, les forces aériennes bulgares en particulier, où ils resteront un moment.

## Utilisation
- Reich allemand 10 appareils sont incorporés à la DRB comme avion cargo, mais la Luftwaffe reste la principale utilisatrice où les Do 11 sont les premiers bombardiers depuis la Première Guerre mondiale, constituant une étape indispensable dans la réhabilitation de cette capacité. Leur manque de fiabilité les rend impopulaires et sont vite remplacés par les Dornier Do 13 et Dornier Do 23, ils restent néanmoins utilisés pour la formation et l'entrainement au bombardement.
- Royaume de Bulgarie Les exemplaires cédés par l'Allemagne restent en service jusqu'à la Seconde Guerre mondiale.